# Wierzbica (obwód lwowski)
Wierzbica  (ukr. Вербиця) – wieś położona w rejonie żydaczowskim w obwodzie lwowskim na Ukrainie.

## Położenie
Na podstawie Słownika geograficznego Królestwa Polskiego i innych krajów słowiańskich: Wierzbica to wieś w powiecie bóbreckim, 32 km na południowy wschód od Bóbrki, 7 km na południowy wschód od Chodorowa.